# Кордова (город, Аргентина)
Ко́рдова (исп. Córdoba) — город в Аргентине, столица одноимённой провинции.

## История
До испанской колонизации территорию населяли индейские племена комечингонов (исп. Comechingones), занимавшиеся земледелием и скотоводством. Необычный для этих земель облик комечингонов (густая борода, светло-карие или зелёные глаза), а также более высокий, чем у окрестных племён, уровень развития, породил гипотезы об их появлении в результате смешения доколумбовых путешественников из Европы с местным населением.
В 1570 году вице-король Перу Франсиско де Толедо дал распоряжение конкистадору Херонимо Луису де Кабрера основать поселение в долине Пунийя. После нескольких разведывательных экспедиций, 6 июля 1573 года около сотни поселенцев обосновались на левом берегу реки Сукия, назвав поселение в честь одноимённого испанского города. Индейцы постоянно атаковали город, и через четыре года его перенесли на правый берег реки, где местность была более пригодна для обороны. Несколько войн с комечингонами позволили снизить опасность их набегов, и Кордова начала бурно развиваться как торговый город и центр обширного сельскохозяйственного района.
В 1599 году в Кордове появилось представительство иезуитов. Основанный ими в 1613 году Национальный университет является старейшим в стране.
По данным переписи населения 1760 года в городе проживало 22 000 человек. В 1776 году Кордова вошла в состав новообразованного вице-королевства Рио-де-ла-Плата.
Во время Майской революции 1810 года Кордова стала оплотом сторонников единства Рио-де-ла-Платы с Испанской империей. Восстание роялистов под руководством Сантьяго де Линиерса было жестоко подавлено войсками Хунты, лидеры восставших казнены без суда. После провозглашения независимости Аргентины в 1816 году городские элиты стояли на автономистских позициях, пытаясь противодействовать централизации.
Со второй половины XX века Кордова — центр аргентинской авиационной промышленности. В городе создана первая в стране Аргентинская национальная обсерватория и Академия наук Аргентины (1869).
В течение XX века развиваются машиностроение, пищевая, кожевенная промышленность. 29 мая 1969 г. в Кордове вспыхивает восстание против диктаторского режима Онганиа.

## География и климат

### Географическое расположение
Город располагается в регионе пампасов, к востоку от гряды холмов Sierras Cordobesas (разделяющих пампасы на сухую западную и влажную восточную зоны) в 700 км к северо-западу от Буэнос-Айреса, у реки Сикуйя. Высота местности колеблется от 352 до 544 метров над уровнем моря (большая часть — на высоте 390—400 метров).
Основными экологическими проблемами Кордовы являются загрязнение реки Сикуйя и загазованность воздуха в центре города.

### Климат
Кордова лежит в зоне субтропического океанического климата, с характерными для него прохладной, сухой зимой и жарким, дождливым летом. Осадки выпадают исключительно в виде дождей. Снег отмечался всего несколько раз за всю историю.
Климат Кордовы позволяет возделывать большое количество сельскохозяйственных культур практически круглый год.
| Показатель                    | Янв.  | Фев. | Март  | Апр. | Май  | Июнь | Июль | Авг. | Сен. | Окт. | Нояб. | Дек.  | Год   |
| ----------------------------- | ----- | ---- | ----- | ---- | ---- | ---- | ---- | ---- | ---- | ---- | ----- | ----- | ----- |
| Абсолютный максимум, °C       | 41,3  | 41,2 | 38,6  | 34,6 | 32,4 | 32,8 | 33,1 | 38,2 | 39,2 | 39,9 | 40,3  | 43,1  | 43,1  |
| Средний суточный максимум, °C | 31,1  | 30,1 | 27,6  | 24,9 | 22,0 | 18,5 | 18,6 | 21,0 | 23,3 | 26,1 | 28,4  | 30,3  | 25,2  |
| Средняя температура, °C       | 24,1  | 23,1 | 20,9  | 17,9 | 14,9 | 11,3 | 11,3 | 13,2 | 15,6 | 18,9 | 21,3  | 23,2  | 18,0  |
| Средний суточный минимум, °C  | 18,1  | 17,4 | 15,6  | 12,3 | 9,3  | 5,7  | 5,5  | 6,7  | 9,1  | 12,6 | 15,2  | 17,3  | 12,1  |
| Абсолютный минимум, °C        | 8,5   | 7,5  | 4,0   | −0,5 | −4,3 | −5,2 | −7,1 | −3,8 | −2,6 | 2,8  | 3,8   | 7,5   | −7,1  |
| Норма осадков, мм             | 121,7 | 99,8 | 110,3 | 52,2 | 18,9 | 11,4 | 12,8 | 9,7  | 33,8 | 66,4 | 96,6  | 136,9 | 770,8 |
| Источник:                     |       |      |       |      |      |      |      |      |      |      |       |       |       |

## Население и экономика
По данным Национального института статистики и переписей в 2010 году численность горожан составляла 1 329 604 человека, в Большой Кордове проживают свыше 1,7 млн человек. Большинство горожан — потомки иммигрантов из Италии и Испании, а также арабов, ирландцев, хорватов, немцев и других.
Кордова — важный промышленный центр Аргентины. В городе расположены предприятия автомобильной, аэрокосмической (FAdeA (FMA), Nostromo Defensa и другие), военной и лёгкой промышленности. В последние годы ускоренными темпами развивается производство электроники.

## Транспорт
Город обслуживается международным аэропортом Pajas Blancas (IATA: COR, ICAO: SACO), третьим по пассажирообороту в стране (1 673 000 человек в 2014 году). Регулярные рейсы выполняются во все основные города Аргентины, а также в Сантьяго, Лиму, Рио-де-Жанейро, Панаму и Сан-Паулу.
Железнодорожный транспорт в настоящее время ограничен двумя поездами в неделю до Буэнос-Айреса. Разрабатываются планы строительства скоростной железной дороги TAVe (Буэнос-Айрес — Росарио — Кордова), но в связи с плачевным финансовым положением страны дальше изыскательских работ проект пока не продвинулся (аналогично дело обстоит и с проектом строительства трёх линий метрополитена).
Общественный транспорт представлен 60 маршрутами городских автобусов и 3 маршрутами троллейбусов (часть троллейбусов произведена в России) с советской контактной сетью. Система оплаты централизована. На окраинах города также широко представлены маршрутные такси.

## Достопримечательности
В центре Кордовы сохранились иезуитские строения колониального времени, представляющие интерес для туристов. В 2000 году ансамбль иезуитских зданий (резиденция прелата, церковь, университет, школа, четыре загородных хозяйства) стал объектом Всемирного наследия ЮНЕСКО. Собор Успения Пресвятой Богородицы — старейший католический храм на территории Аргентины, памятник испанского колониального барокко. На территории парка Сармьенто расположены местный зоопарк и ряд музеев.

## Города-побратимы
- Ижевск, Россия (2006)[3][4]
- Измир, Турция
- Кочабамба (исп. Cochabamba), Боливия (2005)
- Кампинас (порт. Campinas), Бразилия (1993)[5]